# 梁挺雄
梁挺雄，BBS，JP（Leung Ting-hung，1957年9月9日—），香港社會醫學專科醫生，香港中文大學中醫學院教授，香港中文大學中醫學院院長。曾任衛生防護中心監測及流行病學處主任及衛生署副署長，前香港衞生防護中心總監。

## 簡歷
梁挺雄畢業於銅鑼灣中華基督教會聖光堂幼稚園（1963年上午校）、佛教黃焯菴小學下午校（1970年小六）以及英皇書院。他於愛爾蘭都柏林大學醫科畢業，後來於1984年加入衞生署服務。
2002年7月1日，梁挺雄獲得委任為太平紳士。 
2003年，梁挺雄由助理署長晉升為副署長，期間處理過多宗大事件，包括2006年富山殮房錯領遺體及錯誤燒屍事故等，代表衛生署向公眾交代及道歉。
2004年6月1日，衛生防護中心成立，梁挺雄由衛生署助理署長晉升為衛生署副署長。
2007年，梁挺雄調回衛生防護中心監測及流行病學處，擔任主任，兼任社會醫學顧問醫生。
2012年12月29日，梁挺雄接替曾浩輝出任衞生防護中心總監。
2016年7月1日，梁挺雄盡心竭力服務政府32 年，克盡厥職，成績斐然，獲頒授銅紫荊星章。
2016年11月7日，梁挺雄退休及離開政府，加入中文大學擔任客席醫療管理學專業應用教授。 
2017年10月31日，中文大學委任梁挺雄為中醫學院院長，11月1日生效。